# Leptomesosella uniformis
Leptomesosella uniformis – gatunek chrząszcza z rodziny kózkowatych i podrodziny zgrzypikowych. Jedyny przedstawiciel rodzaju Leptomesosella.

## Zasięg występowania
Gatunek ten występuje w Indiach.